# Phyllometra argentaria
Phyllometra argentaria är en fjärilsart som beskrevs av Bang-haas 1910. Phyllometra argentaria ingår i släktet Phyllometra och familjen mätare. Inga underarter finns listade i Catalogue of Life.